# Eutreptiella
Eutreptiella (A.da Cunha, 1914), secondo una classificazione filogenetica è un genere del supergruppo Excavata appartenente alla famiglia Eutreptiaceae.
Questo genere fu descritto per la prima volta da A.da Cunha nel 1914. ed è cosmopolita.
Sono simili all'altro genere Eutreptia, dal quale differiscono solo perché i 2 flagelli emergenti, in Eureptiellia, sono marcatamente disuguali.

## Caratteristiche
Gli Eutreptia vivono prevalentemente in acqua marina. Sono organismi fotosintetici e autotrofi.

## Suddivisioni
Il genere Eutreptiella contiene 10 specie finora riconosciute:
- Eutreptiella braarudii
- Eutreptiella cornubiense
- Eutreptiella elegans
- Eutreptiella eupharyngea
- Eutreptiella gymnastica
- Eutreptiella hirudoidea
- Eutreptiella marina
- Eutreptiella pascheri
- Eutreptiella pomquetensis
- Eutreptiella dofleinii